# Iguanura divergens
Iguanura divergens är en enhjärtbladig växtart som beskrevs av Donald R. Hodel. Iguanura divergens ingår i släktet Iguanura och familjen Arecaceae. Inga underarter finns listade i Catalogue of Life.